# Wang Dong
Wang Dong (en chino tradicional, 王棟; en chino simplificado, 王栋; pinyin, Wáng Dòng; Qingdao, Shandong, 10 de septiembre de 1981) es un exfutbolista chino que jugaba en la posición de centrocampista.

## Carrera

### Club
| Periodo   | Club                         | Apariciones | Goles |
| --------- | ---------------------------- | ----------- | ----- |
| 2001-2013 | Changchun Yatai              | 251         | 69    |
| 2013      | → Shandong Tengding (cedido) | 9           | 8     |
| 2014–2016 | Chongqing Lifan              | 87          | 25    |
| 2017–2019 | Tianjin Teda                 | 15          | 0     |
| 2018–2019 | → Qingdao Huanghai (cedido)  | 51          | 15    |
| 2020      | Qingdao Huanghai             | 10          | 1     |

### Selección nacional
Debutó con China en 12 de febrero de 2006 en la derrota por 0-1 ante Honduras en un partido amistoso, y su primer gol lo anotó el 10 de agosto de 2006 en la victoria por 4-0 ante Tailandia en un partido amistoso. Jugó 30 partidos y anotó cuatro goles hasta 2009; y participó en la Copa Asiática 2007.

## Logros
- Chinese Super League: 2007
- Liga Jia B: 2003
- China League One: 2014,[4] 2019[5]

### Individual
- Mejor jugador de la China League One: 2014